# Колечкин, Иван Сергеевич
Колечкин Иван Сергеевич (род. 3 марта 1976, Красково, Московская область) — российский учитель, географ, автор учебных пособий, телеведущий.

## Биография
Колечкин Иван Сергеевич родился 3 марта 1976 года в пос. Красково Московской области. Окончил геофак МПГУ (им. В. И. Ленина) в 1998 г., старший методист Городского методического центра г. Москвы (направление «География»), учитель географии ряда школ Москвы. Финалист конкурса «Учитель года Москвы 2010», победитель Всероссийского конкурса «Мой лучший урок», лауреат и дипломант многих профессиональных педагогических конкурсов. Ведущий телевизионной программы «Уроки географии» на телеканалах «Моя планета» и «Россия-2».
Автор многочисленных научных, научно-методических и научно-публицистических статей по географии (как в российских, так и в европейских изданиях), популяризатор науки и методики преподавания, известный в Москве и крупных региональных городах своими мастер-классами, в которых раскрывает перед учителями возможности межпредметного, метапредметного и конвергентного подходов в образовании. Под руководством д.п.н., профессора И. И. Бариновой в 2014 году им написана диссертация на соискание учёной степени кандидата педагогических наук на тему «Методика развития метапредметных способностей школьников на уроках географии в 9-10 классах». В 2018—2020 гг. издаются его сборники задач и упражнений по географии для 5—11 кл., в которых заложен новый принцип формирования образовательных способностей школьников. Входил в авторскую группу по разработке учебных пособий по естествознанию для 5—6 классов.
Иван Сергеевич Колечкин — ведущий цикла образовательных телепередач «Уроки географии» (два сезона по 10 серий; 2013 и 2014 г.), которые в 2014 году были названы одними «из самых ярких просветительских телепрограмм»российского телевидения, а также автор и ведущий циклов просветительских и образовательных программ «Нулевой километр», «Полюс зовёт», «Время великих открытий», «Галопом по Европам», «За тридевять Земель…».

## Увлечения
Известен также как автор-исполнитель: пишет песни на свои стихи, есть ранние песни на стихи Алексея Мельеченкова, Николая Кондратьева. Участник ансамблей «Роза ветров» (1995), «Единство противоположностей» (1991—1995, 1995—1998), дуэтов с Вячеславом Надворецким (ныне — США), Александром Талановым. Лауреат конкурсов «Топос—97», «Фестос—98» и «125 лет МГПИ (МПГУ)» и ряда других. Вышли кассеты (с ансамблем) «Полоски» (1995), «Тихое кафе» (1996), «Время перемен» (1997). После распада «Единства противоположностей» вышло несколько его сольных дисков. С 1998 года занимался, помимо продолжения работы над сольным проектом, написанием музыки и песен к спектаклям и радиосказкам («Легенда о двух королевствах», «Легенда о русалочке» — оба выходили на компакт-дисках). Продолжает выступать с сольными концертами по настоящее время.